# 比丰
比丰（法語：Buffon，法語發音：[byfɔ̃]）是法国科多尔省的一个市镇，位于该省西北部，属于蒙巴尔区。

## 地理
比丰（47°39'1"N, 4°16'29"E）面积8.88 平方千米，位于法国勃艮第-弗朗什-孔泰大區科多尔省，该省份为法国中东部省份，北起奥布省，西接涅夫勒省和约讷省，南至索恩-卢瓦尔省，东南接汝拉省，东临上索恩省，东北部与上马恩省接壤。
与比丰接壤的市镇（或旧市镇、城区）包括：阿朗、坎西勒维孔特、鲁日蒙、圣雷米。

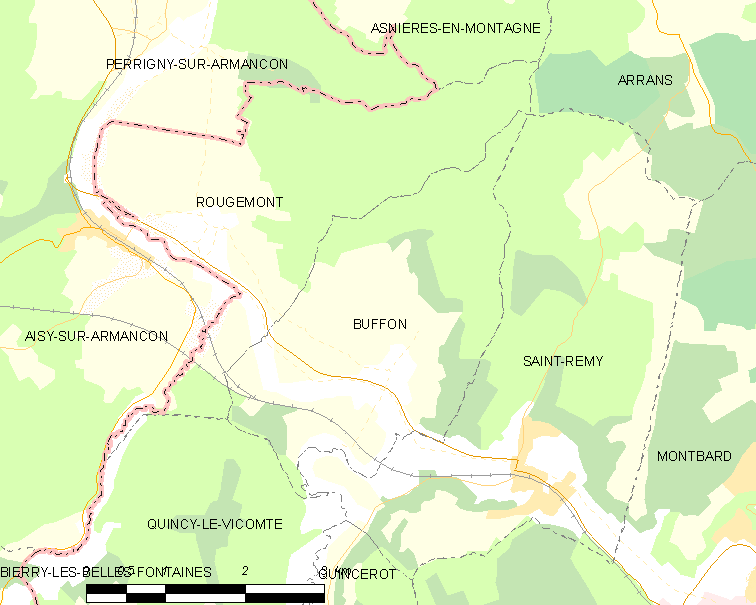
比丰的OSM定位图

比丰的时区为UTC+01:00、UTC+02:00（夏令时）。

## 行政
比丰的邮政编码为21500，INSEE市镇编码为21114。

## 政治
比丰所属的省级选区为蒙巴尔县。

## 人口

1962-2008年间比丰人口变化图示

比丰于2022年1月1日时的人口数量为154人。